# Гюнфельден
Гюнфельден (нім. Hünfelden) — громада в Німеччині, знаходиться в землі Гессен. Підпорядковується адміністративному округу Гіссен. Входить до складу району Лімбург-Вайльбург.
Площа — 62,7 км2. Населення становить 9723 ос. (станом на 31 грудня 2020).

## Географії

### Адміністративний поділ
Громада  складається з 7 районів:
- Кірберг
- Дауборн
- Менсфельден
- Герінген
- Наугайм
- Орен
- Несбах